# Rugby Europe U18 Championship 2022
El Rugby Europe U18 Championship del 2022 fue la decimoctava edición del torneo de rugby juvenil europeo en categoría de menores de 18 años.
El torneo se disputó en la ciudad de Tiflis en Georgia.

## Equipos participantes
- Selección juvenil de rugby de Alemania
- Selección juvenil de rugby de Bélgica
- Selección juvenil de rugby de España
- Selección juvenil de rugby de Georgia
- Selección juvenil de rugby de Países Bajos
- Selección juvenil de rugby de Portugal
- Selección juvenil de rugby de República Checa
- Selección juvenil de rugby de Rumania

## Resultados

### Cuartos de final
- Los perdedores avanzan a la copa de plata

| 2 de octubre | Portugal | 52 - 3 | Alemania |  |  |

| 2 de octubre | España | 102 - 0 | Rumania |  |  |

| 2 de octubre | Bélgica | 23 - 13 | Países Bajos |  |  |

| 2 de octubre | Georgia | 76 - 0 | República Checa |  |  |

### Semifinales Copa de plata
| 5 de octubre | Alemania | 27 - 17 | Rumania |  |  |

| 5 de octubre | Países Bajos | 27 - 5 | República Checa |  |  |

### Semifinales Campeonato
| 5 de octubre | Portugal | 21 - 21 (4-3) | España |  |  |

| 5 de octubre | Bélgica | 0 - 86 | Georgia |  |  |

### Séptimo puesto
| 9 de octubre | República Checa | 10 - 8 | Rumania |  |  |

### Quinto puesto
| 9 de octubre | Países Bajos | 22 - 8 | Alemania |  |  |

### Tercer puesto
| 9 de octubre | Bélgica | 6 - 40 | España |  |  |

### Final
| 9 de octubre | Georgia | 34 - 10 | Portugal |  |  |

| Bandera de Georgia |
| Campeón Georgia    |
| Cuarto título      |